# Deensen
Deensen er en kommune i den østlige del af Landkreis Holzminden i den tyske delstat Niedersachsen, med 1.442 indbyggere (2012), og en del af amtet Eschershausen-Stadtoldendorf.

## Geografi
Kommunen ligger ved østenden af Naturpark Solling-Vogler. Den ligger sydsydvest for Stadtoldendorf mellem mittelgebirge- og højdedraget Homburgwald mod nordnordøst, Elfas mod nordøst, Holzberg mod øst, Solling mod syd og Burgberg mod vest.

### Nabokommuner
Større byer i nærheden er Stadtoldendorf, 4 km mod nord, Dassel, 11 km mod øst og Holzminden, 13 km mod vest.

### Inddeling
I kommunen liger ud over hovedbyen Deensen, landsbyerne
- Braak
- Schorborn